# Super Fly
Pour les articles homonymes, voir Superfly.
Pour plus de détails, voir Fiche technique et Distribution.
Super Fly est un film américain réalisé par Gordon Parks Jr., sorti en 1972.

## Synopsis
Priest, charismatique dealer noir de Harlem, décide de conclure sa carrière par un dernier gros coup avant de quitter définitivement le milieu : prendre les 300.000 dollars qu'il a encaissé avec son partenaire, Eddie, acheter 30 kilos de cocaïne pure, encaisser un million de dollars en quatre mois puis se retirer. Eddie proteste que le crime soit la seule option qu'il leur reste.
Ils vont rencontrer Scatter qui dirige maintenant un restaurant populaire. C'est lui qui a permis à Priest de commencer dans le métier en lui remettant son stock. Ils lui demandent de contacter son grossiste pour eux pour pouvoir acheter leur dernière cargaison.
Cette nuit-là, après avoir récupéré un kilo de cocaïne chez Scatter, Priest et Eddie sont appréhendés par plusieurs policiers blancs. Le lieutenant en charge révèle qu'il est le fournisseur de Scatter et que les deux hommes peuvent désormais passer par lui. Le lieutenant leur dit qu'ils peuvent avoir autant de kilos de cocaïne qu'ils le souhaitent et qu'ils bénéficieront d'une protection de la police.
Après le départ de la police, Eddie est ravi par la nouvelle situation, mais Priest est toujours déterminé à arrêter après avoir vendu les trente kilos.
À la suite de cette rencontre, de nombreux acheteurs sont attirés par la qualité de la came de Priest et Eddie. Mais un jour Scatter contacte Priest car il se dit poursuivi par son fournisseur. Scatter révèle que le véritable chef de l'opération est le lieutenant Reardon, qui tente de le tuer pour avoir cessé de travailler pour lui.
Scatter donne à Priest un paquet d'informations sur Reardon et sa famille, puis lui donne rendez-vous plus tard, lorsque ce dernier lui donnera de l'argent pour fuir New York. Cependant, après avoir quitté Priest, Scatter est capturé par des policiers corrompus, qui lui donnent une dose létale de drogue et laissent son corps dans la voiture de Priest. Révéré et effrayé à la fois, Priest réclame la moitié de ses bénéfices à Eddie qui proteste car ils doivent continuer à vendre et à s'enrichir. Après le départ de Priest avec l'argent, Eddie le trahit en téléphonant au lieutenant Reardon.
Priest a toutefois anticipé la duplicité d'Eddie et a donné le porte-documents portant l'argent à son amie déguisée. Dehors, Priest est arrêté par les policiers de l'équipe de Reardon. Le lieutenant menace Priest de continuer à vendre de la drogue aussi longtemps qu'il le lui ordonne, mais lorsque Priest refuse, les policiers commencent à le battre. Utilisant sa connaissance du karaté, Priest surmonte ses ennemis, puis révèle qu'il sait qui est Reardon. Priest explique qu'il a rencontré des tueurs à gages qu'il a embauchés pour assassiner Reardon et toute sa famille si quelque chose lui arrivait. Reardon, impuissant, décide de laisser partir Priest.

## Fiche technique
- Titre : Super Fly
- Réalisation : Gordon Parks Jr.
- Scénario : Phillip Fenty
- Musique : Curtis Mayfield
- Photographie : James Signorelli
- Montage : Bob Brady
- Production : Sig Shore
- Société de production : Sig Shore Productions
- Société de distribution : Warner Bros.
- Pays de production :  États-Unis
- Langue : Anglais
- Format : Couleur - Mono - 35 mm - 1.85:1
- Genre : Action et film de gangsters
- Durée : 94 min
- Dates de sortie : 
  - États-Unis : 4 août 1972
  - France : 15 mars 1973

## Distribution
- Ron O'Neal : Priest
- Carl Lee : Eddie
- Sheila Frazier : Georgia
- Julius Harris : Scatter
- Charles McGregor : Freddie
- Nate Adams : Charlie
- Polly Niles : Cynthia
- Al Kiggins : Un policier
- Fred Ottaviano : Un policier
- Yvonne Delaine : Mme Freddie
- K.C. : Le proxénète
- Sig Shore : Le commissaire adjoint Reardon
- Chris Arnett : L'acheteur de coke
- Cecil Alonzo : Un militant